# Эскалада
Эскалада — военная тактика при осаде, предусматривающая преодоление оборонительных стен или валов с помощью стремянок (переносных лестниц). В течение столетий рассматривалась как один из самых прямых и быстрых вариантов атаки на укрепление, но также и как один из самых опасных. В западном мире вышла из широкого употребления с началом Нового времени.

## Описание
Эскалада состояла в том, что группа солдат, подойдя к основанию крепостной стены, приставляли лестницы и поднимались по ним, чтобы вступить в бой и подавить силы обороняющихся. Она, как правило, проводилась в условиях обстрела из бойниц, и защитники, естественно, пытались оттолкнуть стремянки от стены. Иногда на атакующих выливались горячие или подожжённые вещества, такие как кипящая вода, раскалённый песок или покрытые пеком снаряды. В результате всего этого атакующим зачастую было очень трудно достичь вершины стены. Однако даже тогда, когда им это удавалось, они оказывались в меньшинстве. Зачастую целью эскалады было не захватить само укрепление, так как считалось невозможным переправить достаточное количество войск по лестницам. Скорее, проникновение таким образом имело целью открыть ворота укрепления, чтобы позволить начать атаку основным силам.
Укрепления часто строились таким образом, чтобы препятствовать эскаладе или, по крайней мере, сделать её менее предпочтительным вариантом. Некоторые меры, предпринимаемые для противодействия эскаладе, включали в себя рытье рвов (что мешало несущим лестницу солдатам достичь основания стены), строительство машикулей (которые облегчали обстрел поднимающихся вражеских солдат), и стены с талусами.
Из-за вышеуказанных трудностей эскалада обычно давалась атакующим очень дорогой ценой. Двумя критическими факторами, определяющими успех или неудачу эскалады, были количество лестниц и скорость, с которой они могли быть установлены. Медленная атака давала защитникам слишком много времени, чтобы поразить нападающих стрелами или из огнестрельного оружия, в то время как слишком малое количество лестниц означало, что поднявшихся солдат будет недостаточно для захвата стены. Третьим важным фактором была правильная оценка высоты стены. Если лестницы были сделаны слишком длинными, их можно было легко оттолкнуть, а если они были слишком короткими, атакующие не могли подняться на вершину стены. Применяемая тактика включала в себя одновременное попадание на лестницу как можно большего числа солдат (чем больше солдат одновременно находилось на лестнице, тем больше её вес и тем сложнее её сместить), нападения ночью или в отдалённой и слабо защищаемой части стены.
По сути, эскалада была попыткой сокрушить защиту одним ударом, а не вести длительную осаду. Атакующие, как правило, предпринимали попытку эскалады, если у них была причина быстро окончить осаду, или если они имели подавляющее численное превосходство. В противном случае чаще предпочиталась обычная осада.
В наши дни для эскалады используют лестницы фабричного изготовления или лестницы на пожарных машинах, чтобы атаковать здание через верхние окна и балконы. Также доступны модифицированные фургоны и грузовики с различными пандусами, лестницами и ступенями на крыше. SWAT и другие подразделения спецназа часто используют их для одновременного вторжения в дом через верхние окна и входную дверь.

## История
Осадные лестницы использовались с древнейших времён. Полибий, описывая осады во время второй Пунической войны, пишет:
Что касается правильного измерения лестницы, метод расчета заключается в следующем: если высота городских стен определяется сообщником, ясно, какой должна быть высота лестницы; если на самом деле высота стены составляет, например, 10 (неких единиц измерения), то лестница должна иметь длину, равную 12 (тех же единиц). Чтобы получить правильный наклон лестницы, для тех, кто будет подниматься по ней, её основание должно быть на расстоянии от стен, равном половине её длины (равной 6 единицам измерения), потому что большее расстояние от стены ставит её под угрозу, когда лестница переполнена солдатами, в то время как слишком большая близость к перпендикуляру делает её небезопасной для тех, кто поднимается по ней. Когда невозможно измерить стену или приблизиться к ней, необходимо в качестве ориентира знать высоту любого объекта, который поднимается перпендикулярно на плоской поверхности на определенное расстояние, и  затем использовать метод расчета, известный для тех, кто хорошо знает математику. Здесь вновь становится очевидным, что те, кто стремится к успеху, имея дело с военными планами и осадами городов, должны изучать геометрию... очень важно иметь представление о пропорциях и теории подобных фигур
.
С другой стороны, по словам Аполлодора из Дамаска, архитектора эпохи Траяна и Адриана, лестница должна превышать край стены на три фута (почти метр). Лестница должна быть изготовлена из ясеня, красного бука, вяза (ильма), граба и прочего однородного, легкого и прочного материала. Лестницы могут быть модульными с длиной каждой секции не более 12 футов. Затем нижние концы должны быть прикреплены к круглому порогу диаметром 15 футов, укрепленному в земле перед стеной, чтобы избежать скольжения и как можно быстрее поднимать лестницу с помощью канатов.

## Примеры использования
Ниже приведён небольшой (и явно неполный) список примеров использования этой тактики, расположенных в хронологическом порядке.
- С 727 года до н. э. ассирийцы использовали осадные лестницы[3].
- 427 год до н. э. При осаде Платей спартанцами около 300 осажденных перебрались на внешнюю двойную стену при помощи лестниц[4].
- 251 год до н. э. Арат Сикионский завоевал город Сикион, взобравшись на стену по лестницам[5].
- 217 г. до н. э. Филипп V Македонский не смог захватить Мелитею, потому что штурмовые лестницы оказались слишком короткими[6].
- 214—212 до н. э. Осада Сиракуз (вторая Пуническая война)[7].
- 209 г. до н. э. Штурм Нового Карфагена. Лестницы сыграли весьма важную роль[8][9][10].
- 1325. Лестницы использованы при штурме во время осаде Палермо Робертом Мудрым, королём Неаполя (согласно хронике Мунтанера)[11].
- 1419. Большая осадная лестница Альфонсо V Великодушного. На шести колесах, пять из которых имели имена (Санта-Катерина, Санта-Клара, Сан-Антони, Сант-Жорди, Сант-Хайме). Маленькая лестница, которая могла разбираться на части[12].
- 1429. Замок Шато-Гайар (Лез-Андели) был захвачен Этьеном де Виньолем (более известным по кличек Ла Гир; соратник Жанны д’Арк)[13][14].
- 1433. Флот Альфонсо V Великодушного, отплывший на Сицилию, погрузил в Барселоне множество «артиллерий» (artillerías, штурмовые приспособления), изготовленных, согласно Мельчору Мираллесу, в Каталонии[15]. В длинном описании летописец упоминает несколько очень высоких лестниц с украшениями наверху. Про одно из них написано, что оно было «на манер замка». Это указывает на то, что одной из форм украшений была имитация небольшого замка, построенного из дерева.
- 1536. Смерть испанского поэта Гарсиласо де ла Веги, который первым поднялся по лестнице в замок Ле-Мюи. Он был ранен и позже умер в Ницце[16][17].
- 1602. Итальянский перевод произведения Льва VI Философа «Тактика», эссе о военном искусстве. Есть ссылки на использование осадных лестниц[18].
- 1668. Генри Морган захватил Портобело при помощи осадных лестниц[19].
- 1812. Осада Бадахоса[20][21].
- 1939—1945. Во время Второй мировой войны штурмовые лестницы (жёсткие и гибкие) использовались в различных операциях[22][23][24].